# Kopankî, Kaluș
Kopankî (în ucraineană Копанки) este o comună în raionul Kaluș, regiunea Ivano-Frankivsk, Ucraina, formată numai din satul de reședință.

## Demografie
Componența lingvistică a comunei Kopankî
     Ucraineană (99,46%)
     Alte limbi (0,39%)
Conform recensământului din 2001, majoritatea populației comunei Kopankî era vorbitoare de ucraineană (99,46%), existând în minoritate și vorbitori de alte limbi.